# 그 집에 있는 그림
《그 집에 있는 그림》(영어: The Picture in the House)은 하워드 필립스 러브크래프트가 지은 공포 단편소설이다. 1920년 쓰였고 1921년 잡지 '내셔널 아마추어' 여름호에 실렸다.
미스카토닉과 아캄이 처음으로 언급되었다. 크툴루 신화에 등장하는 주요 지명이 처음으로 등장하는 것에 비하여, 내용상 공포를 불러일으키는 초월적 존재에 대한 내용은 찾아볼 수 없다. 보다 전통적인 공포물에 가까운 소설이다.

## 줄거리
1896년, 계보학 자료를 수집하기 위해 미스카토닉 계곡에서 탐문을 하던 화자는, 아캄으로 가던 중 세찬 비를 만나자 비를 피하기 위해 오싹함을 자아내는 작은 나무집으로 향한다. 마치 버려진 집 같은 분위기를 풍기는 집이었지만 가까이 다가가자 사람이 살고 있는 흔적이 드러난다. 노크를 해도 대답이 없자 화자는 문을 열고 집 안으로 들어선다. 그리고 거실에서 톡특한 삽화로 이름이 알려진 《피가페타의 콩고 지역 보고서》의 라틴어판을 발견하고서 책을 펼쳐든다. 화자는 흥미로움을 느끼지만, 식인을 하는 안지쿠 부족의 푸줏간을 묘사한 삽화 12가 있는 페이지가 저절로 자꾸만 펼쳐진다는 점에 신경이 쓰이게 된다.
잠시 후, 심하게 누추한 차림을 하였지만 고귀한 풍모를 가진 건장한 노인이 나타난다. 노인은 잠결에 노크 소리를 듣지 못했다며 화자를 환영한다. 그리고 삽화가 마음에 들어 구입했던 《피가페타의 콩고 지역 보고서》에 대한 이야기를 나눈다. 라틴어를 읽지 못하는 노인에게 화자가 영어로 책을 번역하여 읽어주다가 삽화 12로 화제가 넘어간다. 황홀경에 취해 삽화에 대해 속삭이던 노인은 양을 도살하는 이야기를 하다가 말을 멈춘다. 천장에서 핏방울이 떨어져 책에 떨어져내렸기 때문이었다. 화자는 점점 핏빛으로 젖어가는 천장을 바라보다가, 공포에 질려 눈을 감는다. 잠시 후, 벼락이 떨어져 집이 무너져내리고, 화자의 기억 한 구석에만 남는다.